# Pociejówka
Pociejówka (472 m) –  wzniesienie na Wyżynie Częstochowskiej w miejscowości Strzegowa województwie małopolskim, w powiecie olkuskim, w gminie Wolbrom. Znajduje się w odległości około 650 m na południowy zachód od Zamku w Smoleniu, po drugiej stronie Doliny Wodącej oddzielającej go od Góry Zamkowej, na której wybudowano zamek. W dolinie tej u podnóży Pociejówki znajduje się Podlesie – część wsi Smoleń.
Górną część Pociejówki porasta las, dolną część zboczy zajmują pola uprawne. W budujących wzgórze wapiennych skałach znajdują się trzy schrony jaskiniowe: Schronisko w Pociejówce Pierwsze, Schronisko w Pociejówce Drugie, Schronisko w Pociejówce Trzecie.
Pociejówka znajduje się w ciągu wzgórz tworzących orograficznie lewe zbocza Doliny Wodącej. W kierunku od północy na południe są to wzgórza: Śmietnik, Pociejówka, Oparanica, Zegarowe Skały, Strzegowa Skała, Grodzisko Chłopskie i Grodzisko Pańskie.